# Grumman A-6 Intruder
Grumman A-6 Intruder – amerykański pokładowy samolot szturmowy Marynarki Wojennej Stanów Zjednoczonych zbudowany w wytwórni Grumman jako dwumiejscowa, dwusilnikowa maszyna odrzutowa w konfiguracji średniopłata. Użytkowany w latach 1962–1997 został wprowadzony jako następca napędzanego silnikiem tłokowym A-1 Skyraider. Na bazie Intrudera zbudowano wyspecjalizowany samolot walki elektronicznej EA-6B Prowler.
Maszyny A-6 Intruder służyły podczas wojny w Wietnamie, operacji w Libanie i Libii, a od 1991 brały udział w wojnie w Zatoce Perskiej. Po wycofaniu samolotu A-6 Intruder jego rolę przejął najpierw F-14 Tomcat w wersji myśliwsko-bombowej, a docelowo wielozadaniowy F/A-18E/F Super Hornet.

## Historia
Intruder został opracowany w odpowiedzi na zapotrzebowanie amerykańskiej marynarki wojennej na bazujący na lotniskowcu samolot szturmowy zdolny do działań w każdych warunkach pogodowych, mający zastąpić napędzaną silnikiem tłokowym, skonstruowaną w czasie II wojny światowej maszynę Douglas A-1 Skyraider. Miał on wypełniać lukę pomiędzy lekkim szturmowcem A-4 Skyhawk a bombowcem A-3 Skywarrior. 5 marca 1957 roku marynarka rozesłała specyfikację amerykańskim wytwórniom lotniczym, z których praktycznie wszystkie liczące się zgłosiły projekty na konkurs. Kontrakt na nowy samolot wygrała wytwórnia Grumman z samolotem o oznaczeniu fabrycznym G-128, który otrzymał oznaczenie marynarki według starego schematu: A2F-1 i nazwę Intruder (pol. intruz). 14 lutego 1958 roku marynarka zamówiła wykonanie projektu i budowę makiety, a w marcu 1959 roku budowę ośmiu prototypów YA2F-1. Pierwszy z nich został oblatany 19 kwietnia 1960 roku.
Załogę samolotu stanowiły dwie osoby zajmujące miejsca obok siebie, pilot po lewej stronie i bombardier/nawigator po prawej na fotelu nieco obniżonym w porównaniu do fotela pilota. W kabinie znajdował się nowatorski system obrazowania terenu na ekranie CRT, który wspomagał nawigatora i umożliwiał maszynie loty w każdych warunkach pogodowych na bardzo niskim pułapie. Zastosowane w maszynie skrzydła charakteryzowały się wysoką efektywnością dla prędkości poddźwiękowych. Te same skrzydła, ale w konfiguracji umożliwiającej zmianę ich kąta, zastosowano w myśliwcu F-14 Tomcat.
W połowie 1962 roku marynarka zamówiła pierwsze 69 samolotów seryjnych. 18 września 1962 roku w ramach wprowadzonej przez Departament Obrony standaryzacji oznaczeń, A2F-1 Intruder został oznaczony symbolem A-6, a pierwsza wersja seryjna – A-6A. Pierwsze samoloty weszły do służby w lutym 1963 roku. Stał się główną maszyną szturmową Marynarki Wojennej i Piechoty Morskiej. W Siłach Powietrznych Stanów Zjednoczonych tę samą rolę pełniły samoloty F-105 Thunderchief, a później General Dynamics F-111, który tak jak Intruder stał się bazą do budowy samolotu walki elektronicznej.

## Wersje samolotu A-6 Intruder

### YA2F-1 (YA-6A)
Oznaczenie nadane ośmiu prototypom i samolotom serii informacyjnej używanym jako wersje rozwojowe A-6A Intruder.

### A-6A
Pierwsza wersja Intrudera wyposażona w zaawansowany zintegrowany system nawigacji i kierowania ogniem DIANE (Digital Integrated Attack/Navigation Equipment) przeznaczony do bombardowania celów z wysoką efektywnością w każdych warunkach pogodowych i w nocy. System DIANE zawierał zestaw radarów: przeszukujący Norden AN/APQ-92, naprowadzający AN/APQ-112, radiowysokościomierz AN/APN-141, radar dopplerowski do określania pozycji AN/APN-153, oraz bezwładnościowy system nawigacyjny AN/ASN-31 (INS). Zainstalowano również system nawigacyjny TACAN i automatyczny wykrywacz kierunku ADF.
Łącznie wyprodukowano 488 maszyn w tej wersji włącznie z sześcioma samolotami prototypowymi. Wiele z nich zostało później zmodernizowane do innych wersji.

### A-6B
W odpowiedzi na zapotrzebowanie marynarki na samolot SEAD (Suppression of Enemy Air Defences – stłumienia obrony powietrznej wroga) do wykonywania misji Wild Weasel polegających na niszczeniu wyrzutni przeciwlotniczych pocisków rakietowych w latach 1967–1970 przebudowano 19 maszyn A-6A do nowych zadań oznaczając je jako A-6B. W ramach modernizacji zdemontowano większość systemów kierowania ogniem instalując w ich miejsce urządzenia do wykrywania i namierzania wrogich instalacji radarowych i naprowadzania pocisków przeciwradarowych AGM-45 Shrike i AGM-78 Standard ARM. Pięć z 19 maszyn zostało utraconych w misjach bojowych, a pozostałe przebudowano pod koniec lat 70. na wersję A-6E.

### A-6C
W celu przeprowadzania nocnych ataków na cele położone na szlaku Ho Chi Minha w Wietnamie przebudowano 12 maszyn A-6A do nowej wersji A-6C. Samoloty te wyposażono w wieloczujnikowy system wykrywania szlaków i dróg TRIM (Trails/Roads Interdiction Multi-sensor) zainstalowany w zasobniku pod kadłubem i zawierający kamery telewizyjne pracujące w podczerwieni i przy słabym oświetleniu, oraz system Black Crow (ang. czarna wrona) wykrywający pracę silników spalinowych. Jedna z maszyn została utracona podczas akcji, a resztę przebudowano do wersji A-6E.

### KA-6D
Pod koniec lat 70. 78 maszyn wersji A-6A i 12 wersji A-6E zostało przebudowane do roli powietrznego tankowca, którego zadaniem było tankowanie w powietrzu innych samolotów szturmowych. System DIANE został zdemontowany, a w jego miejsce dodano system tankowania z przewodem elastycznym umieszczony pod kadłubem, a na węzłach podwieszeń uzbrojenia instalowano cztery dodatkowe zbiorniki paliwa. Wiele z maszyn KA-6D zostało po wycofaniu ze służby zatopionych w morzu, ale niektóre były używane do momentu wprowadzenia nowego F/A-18E Super Hornet, który również może być przystosowany do zadań powietrznego tankowca.

### A-6E

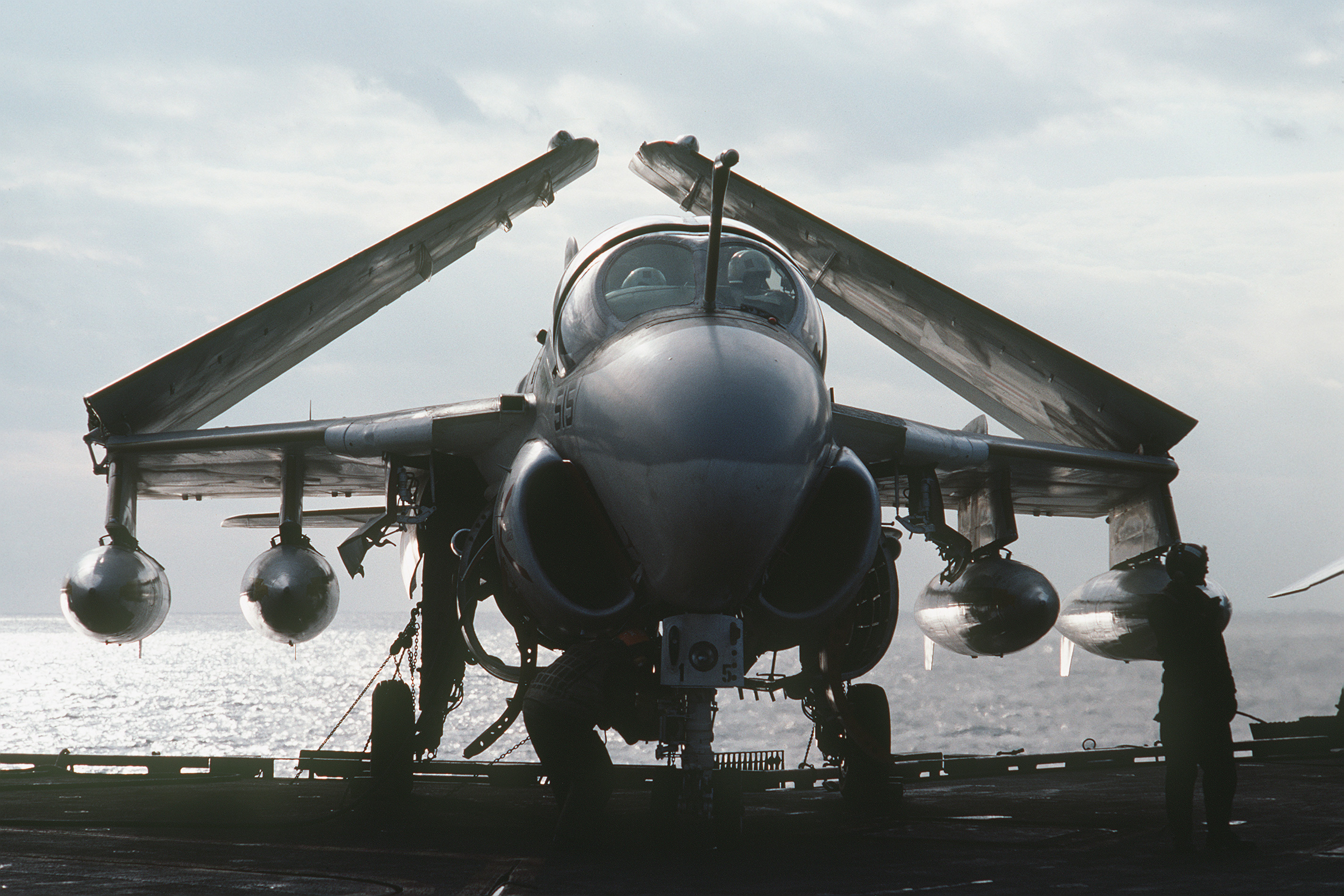
A-6E Intruder na pokładzie lotniskowca USS „Midway”

Ostatnia wersja szturmowa Intrudera opracowana w 1970 roku i wprowadzona do służby 9 grudnia 1971. Systemy elektroniczne maszyny zostały znacznie unowocześnione. Zestaw radarów został zastąpiony jednym uniwersalnym AN/APQ-148 Norden, a pozostałe systemy wymieniono na nowocześniejsze i bardziej niezawodne. Poza nowym systemem nawigacji bezwładnościowej zainstalowano drugi bezwładnościowy system nawigacyjny samolotów pokładowych CAINS (Carrier Aircraft Intertial Navigation System) zapewniający dokładniejsze określanie pozycji. Od 1979 zaczęto wyposażać wszystkie A-6E w system wykrywania i określania odległości DRS (Detecting and Ranging Set) w postaci charakterystycznej małej wieżyczki montowanej pod dziobem maszyny, zawierającej detektory podczerwieni FLIR, oraz laserowy desygnator celów. DRS był częścią systemu TRAM (Target Recognition and Attack, Multi-Sensor) wielosensorowego systemu rozpoznawania i ataku, który umożliwiał naprowadzanie na cel we współpracy z radarem lub pasywnie bez użycia radaru. Ponadto możliwe było oznaczenie celu wiązką lasera i zrzucenie bomb naprowadzanych. Ponadto Intrudery zostały wyposażone w AMTI (Airborne Moving Target Indicator) powietrzny wskaźnik celów ruchomych, który umożliwiał namierzenie i zaatakowanie poruszających się po ziemi celów będących w ruchu. Możliwe było również atakowanie celów niewidocznych na radarze po wprowadzeniu ich koordynat do komputera pokładowego.
Pod koniec lat 90. pozostające jeszcze w służbie egzemplarze wyposażono w możliwość używania najnowocześniejszego uzbrojenia służącego do precyzyjnego atakowania celów takiego jak pociski rakietowe AGM-65 Maverick, AGM-84 Harpoon, AGM-84E SLAM i przeciwradarowy AGM-88 HARM. Po serii problemów ze skrzydłami powstałymi na skutek zmęczenia materiału w 85% maszyn wymieniono płaty na kompozytowe zbudowane z tytanu, aluminium i włókien węglowych.
Ogólnie zbudowano 445 egzemplarzy A-6E, z których około 240 zostało zmodernizowanymi maszynami wcześniejszych wersji A-6A/B/C.

### A-6F i A-6G

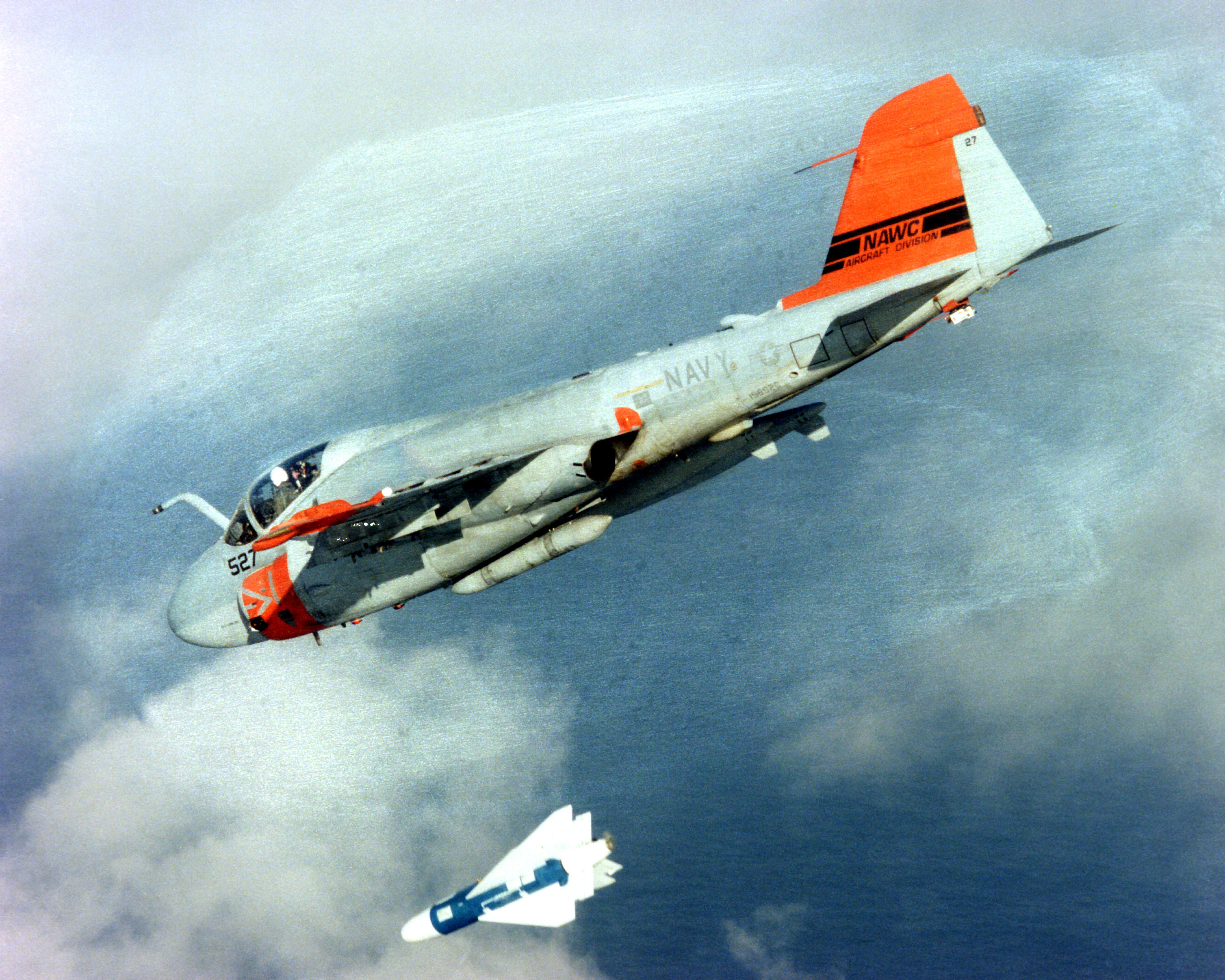
A-6E Intruder zrzucający bombę kierowaną telewizyjnie AGM-62 Walleye

W połowie lat 80. zaproponowano modernizację Intrudera do wersji A-6F Intruder II polegającą na wymianie przestarzałych silników Pratt & Whitney J52 na ekonomiczniejsze i mocniejsze, turbowentylatorowe General Electric F404, takie same jak zastosowano w samolocie F/A-18 Hornet. Maszyna ta miała posiadać całkowicie nową awionikę i możliwość odpalania pocisków rakietowych klasy powietrze-powietrze AIM-120 AMRAAM. Dodano również dwa dodatkowe uchwyty uzbrojenia podwieszanego zwiększając ich liczbę do siedmiu.
Zbudowano pięć maszyn prototypowych, które nie uzyskały zainteresowania marynarki skupionej na projekcie A-12 Avenger II. W 1991 projekt Avenger II został zamknięty, ale mimo to nie przyjęto do służby maszyn A-6F.
Kolejną propozycją firmy Grumman był A-6G, który posiadał całkiem nowe wyposażenie awioniczne, takie samo jak proponowany A-6F, ale stare jednostki napędowe. Ten projekt także nie zyskał zainteresowania marynarki i ostatecznie również został zamknięty.

### Samoloty walki elektronicznej
Wersja samolotu przeznaczona do walki elektronicznej i przeciwdziałania radioelektronicznego ECM została opracowana na początku projektu A-6 Intruder dla potrzeb lotnictwa piechoty morskiej, jako następca przestarzałego F3D Skynight. Pierwsza wersja Intrudera do walki elektronicznej oznaczona początkowo jako A2F-1Q, a później jako EA-6A została oblatana 26 kwietnia 1963 roku. Maszyna była wyposażona w urządzenia ECM zainstalowane w charakterystycznej opływowej gondoli na szczycie statecznika pionowego. Teoretycznie EA-6A miał możliwość przenoszenia pocisków przeciwradarowych AGM-45 Shrike, ale nigdy ich nie stosowano.
Zbudowano tylko 28 egzemplarzy EA-6A włączając 2 maszyny prototypowe, 15 nowych samolotów i 11 przebudowanych z A-6A, a głównym polem działania tych maszyn była wojna w Wietnamie. W połowie lat 70. maszyny zostały wycofane z jednostek liniowych i zostały przeniesione do rezerwy i celów szkoleniowych. Ostatnia maszyna zakończyła służbę w 1993 roku.
Bardziej wyspecjalizowaną do walki elektronicznej wersją Intrudera był EA-6B Prowler, wydłużony i przebudowany samolot z czteroosobową załogą i nowocześniejszymi systemami. Wyprodukowano 170 egzemplarzy maszyn tego typu, które pozostają w służbie do chwili obecnej (2006). Maszyny te zastąpiły zbudowany na bazie General Dynamics F-111 Aardvark samolot General Dynamics EF-111A Raven, nazywany również Spark Vark. Planuje się, że następcą Prowlera będzie specjalna wersja samolotu EF-18 Growler Super Hornet.

### NA-6A
Oznaczenie sześciu maszyn z których trzy to YA-6A, a trzy pozostałe to A-6A, które zmodyfikowano do celów testowych.

### YEA-6A
Jeden YA-6A na podstawie którego powstał prototyp EA-6A.

### YEA-6B
Oznaczenie dwóch prototypów EA-6B przeznaczonych do celów testowych.

### NEA-6A
Jeden egzemplarz EA-6A zmodyfikowany do celów testowych.

## Użycie bojowe Intruderów

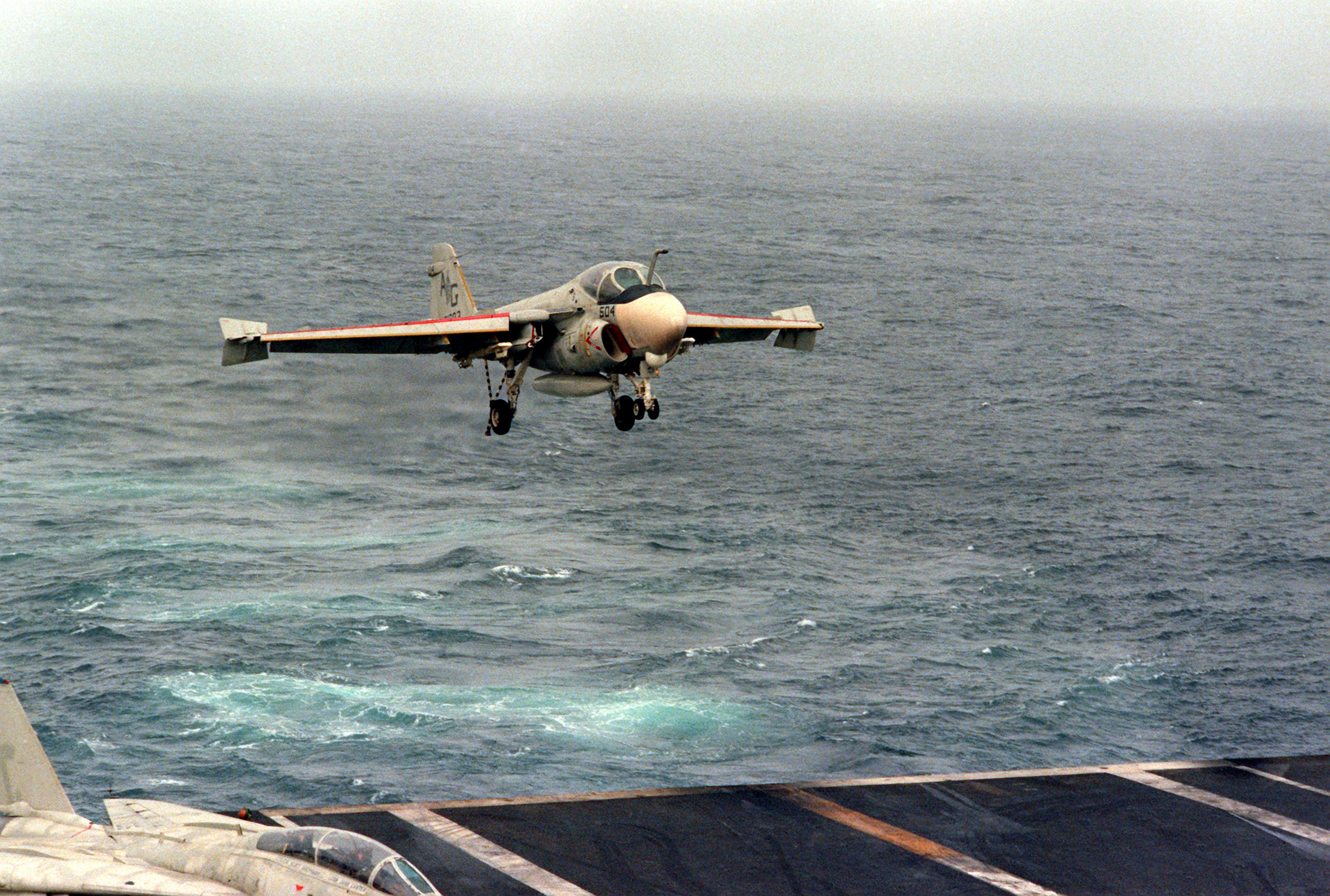
A-6E Intruder lądujący na lotniskowcu USS „Dwight D. Eisenhower”

Pierwsze użycie bojowe samolotów A-6A Intruder miało miejsce podczas wojny w Wietnamie, gdzie intensywnie używano ich do atakowania celów naziemnych. Zadebiutowały bojowo 1 lipca 1965 roku z lotniskowca USS „Independence” (CV-62) (eskadra VA-75). Duży zasięg i udźwig uzbrojenia w połączeniu ze zdolnością do lotów w każdych warunkach atmosferycznych stanowiły ich największą zaletę. Z drugiej strony zdolność maszyn do lotów na niskich pułapach czyniła je bardzo podatnymi na ataki bronią przeciwlotniczą, co objawiło się w stratach 68 maszyn podczas ośmiu lat służby.
Później Intrudery wspierały wojska amerykańskie także podczas innych konfliktów, jak operacja w Libanie w 1983 roku, gdzie 4 grudnia siły syryjskie zestrzeliły jedną z maszyn typu Intruder i jedną A-7 Corsair.
Intrudery odegrały też znaczącą rolę podczas operacji Pustynna Burza w Zatoce Perskiej w 1991 roku, operując z lotniskowców USS Saratoga, USS „John F. Kennedy”, USS „Midway”, USS Ranger, USS „America” i USS „Theodore Roosevelt”. Ich głównym zadaniem było niszczenie celów morskich i lądowych za pomocą naprowadzanych laserowo bomb i pocisków AGM-123 Skipper II. Samoloty te zatopiły w styczniu i lutym kilka irackich okrętów różnych klas. Utracono w akcji trzy samoloty (18 stycznia z eskadr VA-155 i VA-35 i 2 lutego z VA-36).
Później samoloty A-6E były używane do patrolowania strefy zakazu lotów na północy Iraku i do zapewnienia wsparcia z powietrza dla oddziałów piechoty morskiej podczas operacji w Somalii.
W połowie lat 90. rozpoczęto ich wycofywanie, a ich rolę przejęły maszyny F/A-18E/F Super Hornet, które zastąpiły również myśliwce F-14 i szturmowy A-7 Corsair II.
Ostatni Intruder został wycofany ze służby 28 lutego 1997 roku. Wiele z tych maszyn po zdemontowaniu elektroniki i silników zostało zatopionych u wybrzeży Florydy w hrabstwie St. Johns w celu utworzenia sztucznej rafy nazwanej Intruder Reef (ang. Rafa Intruderów). Pozostałe maszyny po wyposażeniu w nowe skrzydła zostały zakonserwowane i przekazane do Tucson w Arizonie, gdzie są składowane w AMARC (Aerospace Maintenance and Regeneration Center – centrum utrzymania i regeneracji statków powietrznych). Chociaż Intrudery nie dorównują maszynom typu F/A-18 prędkością czy możliwościami bojowymi, to ich zasięg i masa przenoszonego uzbrojenia były znacznie wyższe od nowych samolotów Marynarki Wojennej Stanów Zjednoczonych.
Ze względu na charakterystyczną sylwetkę, tępy dziób oraz długą i smukłą część ogonową, Intrudery zyskały wiele nieoficjalnych nazw poczynając od Double Ugly (podwójnie brzydki), The Mighty Alpha Six (wszechmogąca A szóstka), Iron Tadpole (żelazna kijanka), oraz Drumstick (udko kurczaka) lub Pregnant Guppy (ciężarny gupik).

## Opis
Uzbrojenie w wersji A-6E podwieszane na czterech węzłach podskrzydłowych i jednym podkadłubowym, o udźwigu 1633 kg (3600 funtów) każdy. Łączny udźwig uzbrojenia wynosi do 8165 kg. W zakresie bomb lotniczych, samolot mógł przenosić bomby konwencjonalne, naprowadzane laserowo Paveway lub kasetowe, o masie od 113 do 908 kg, w tym na belkach wielozamkowych. Największa liczba bomb to 28 bomb Mk 82. Przenoszono też pociski rakietowe, w tym: AGM-45 Shrike, AGM-84 SLAM/Harpoon, AGM-88 HARM, AGM-65 Maverick i inne oraz wyrzutnie niekierowanych pocisków rakietowych.